# Pui Pla
El Pui Pla és una muntanya de 2.831 metres que es troba entre els municipis d'Alt Àneu i d'Espot, a la comarca del Pallars Sobirà.
Es troba dintre del Parc Nacional d'Aigüestortes i Estany de Sant Maurici.